# Grå bläcksvamp
Grå bläcksvamp (Coprinopsis atramentaria) är en svampart. Den beskrevs först av Pierre Bulliard (v. 1742–1793), och fick sitt nu gällande namn av Redhead, Vilgalys & Moncalvo 200 1. Den ingår i släktet Coprinopsis och familjen Psathyrellaceae. Arten är reproducerande i Sverige. Inga underarter finns listade.
Grå bläcksvamp växter på gödslade gräsplaner, humusrika lundar, på avstjälpningsplatser och andra platser där det finns rikligt med näring. Den jämnt askgrå hatten är äggformad som ung, men den breder sedan ut sig klocklikt. Hattens avsmalnande topp är brunaktig, liksom även de små fjällen mot mitten. Skivorna är tunna och sitter mycket tätt. Den ursprungliga grå färgen blir svart med åldern, och till slut upplöses skivorna till en bläckliknande vätska. Den ihåliga foten är ljusare än hatten, och nära fotbasen finns en ringliknande förtjockning. Köttet är vitt, tunt och sprött. Det är lätt att känna igen grå bläcksvamp på att den växer i klungor.

## Antabuseffekt

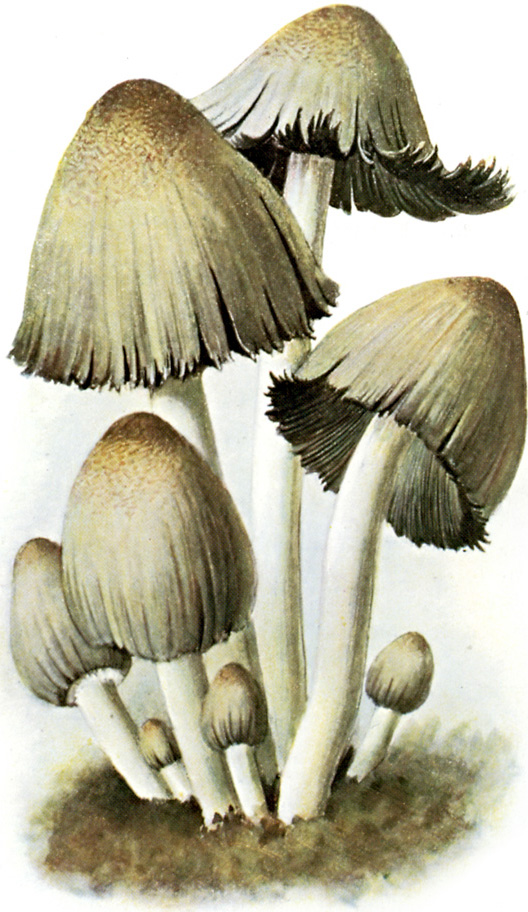
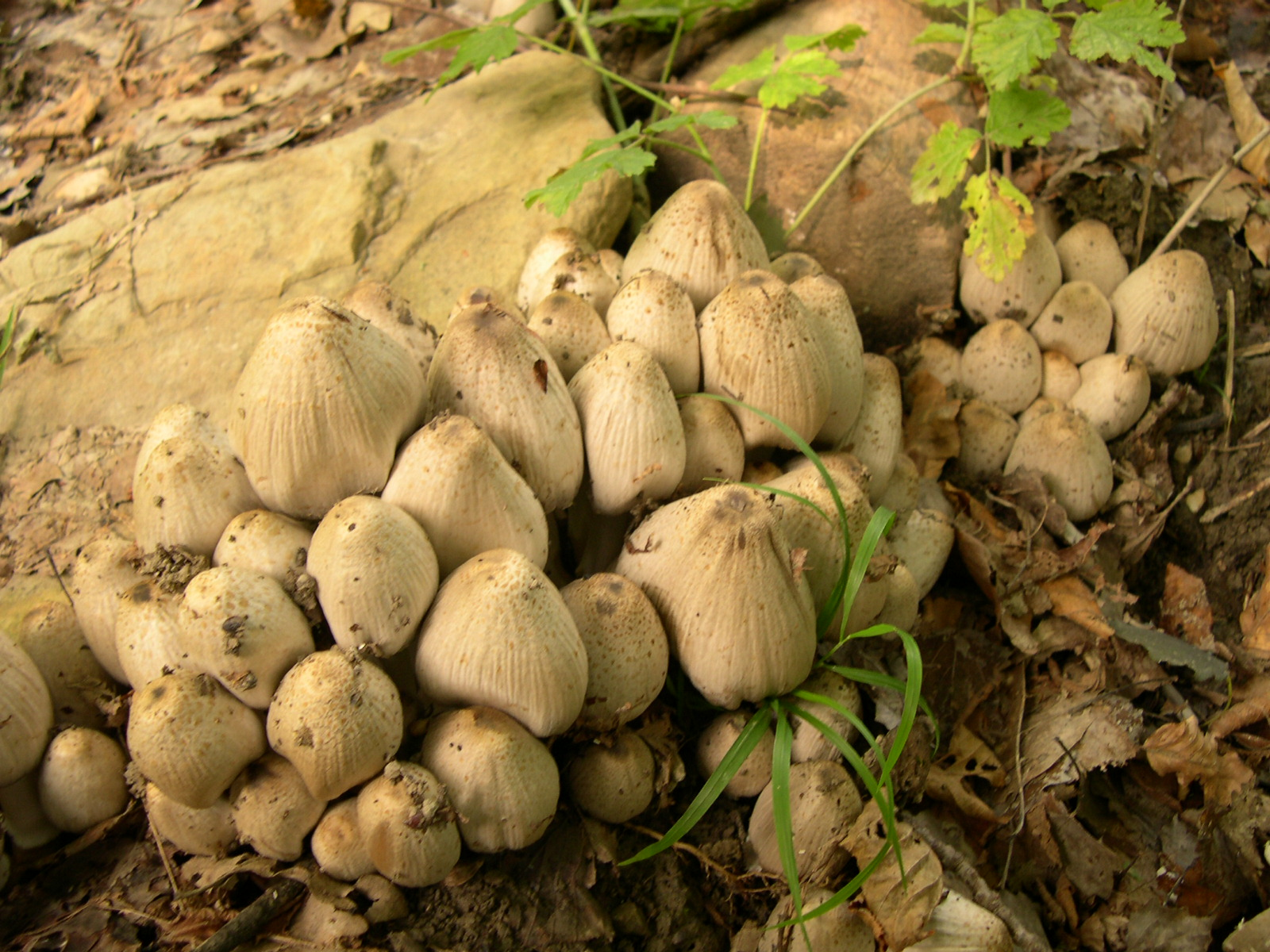
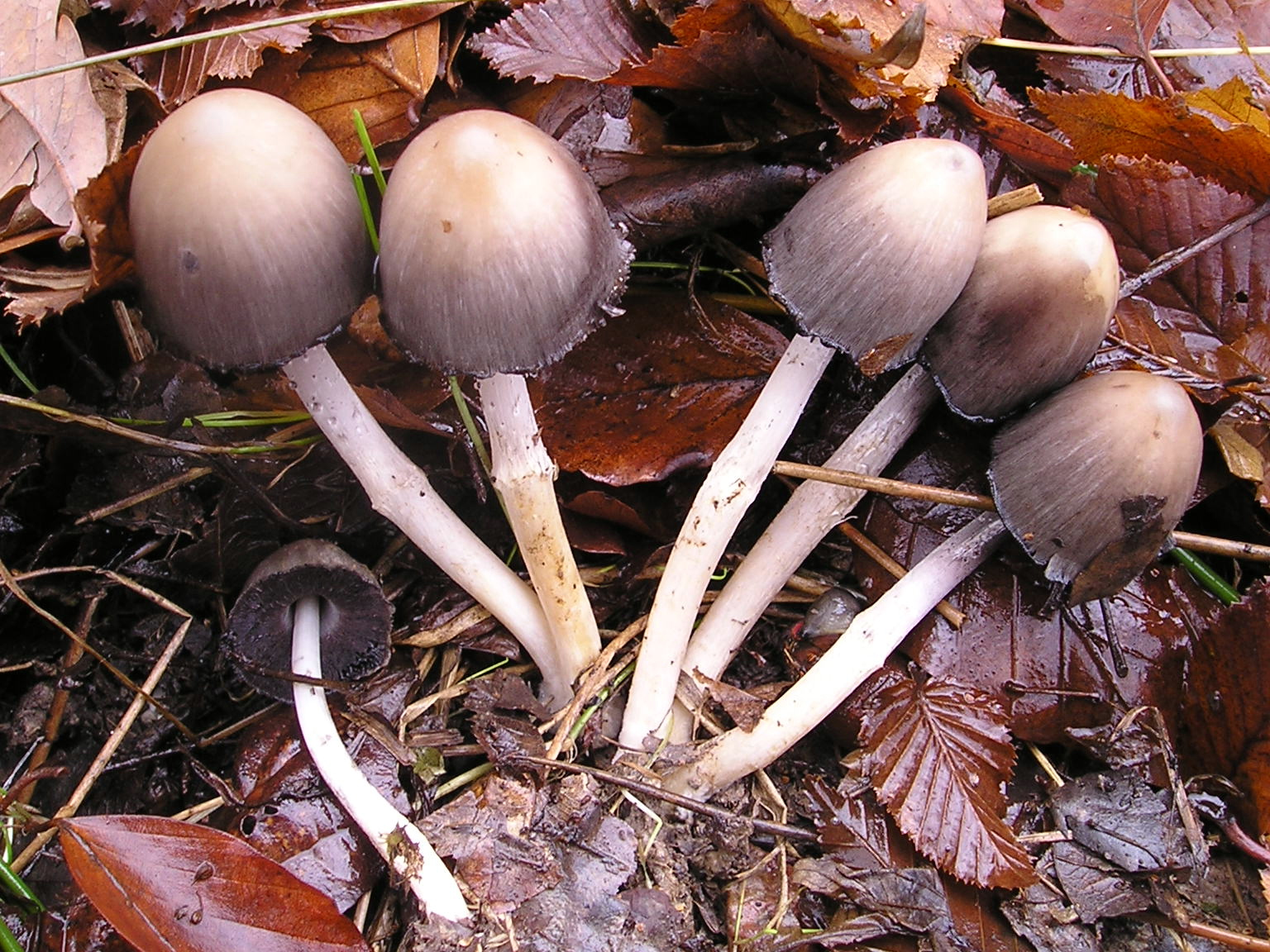
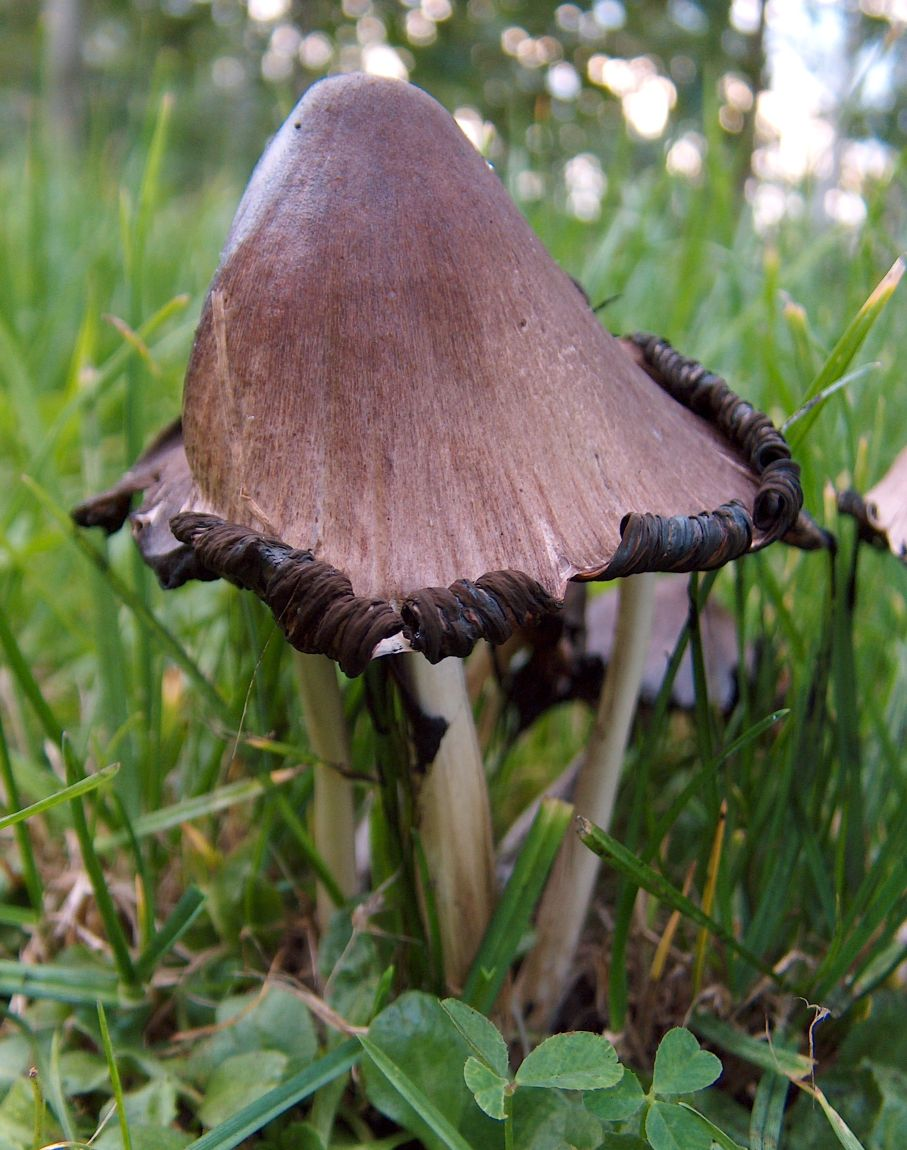
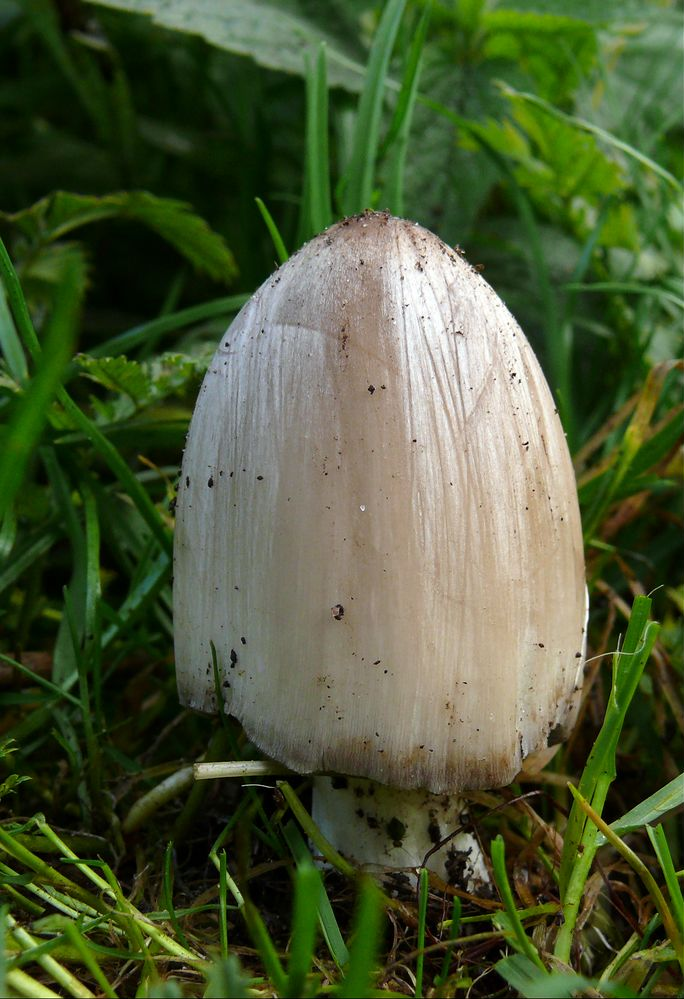
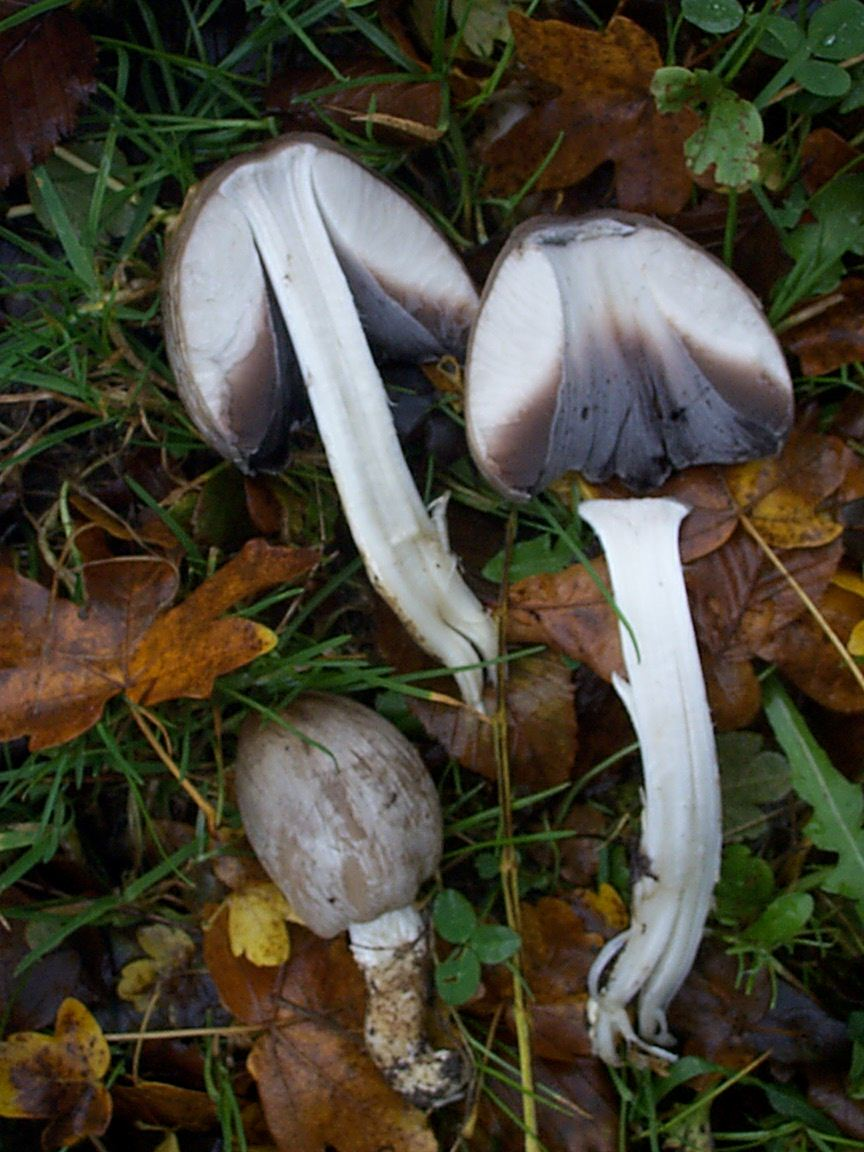
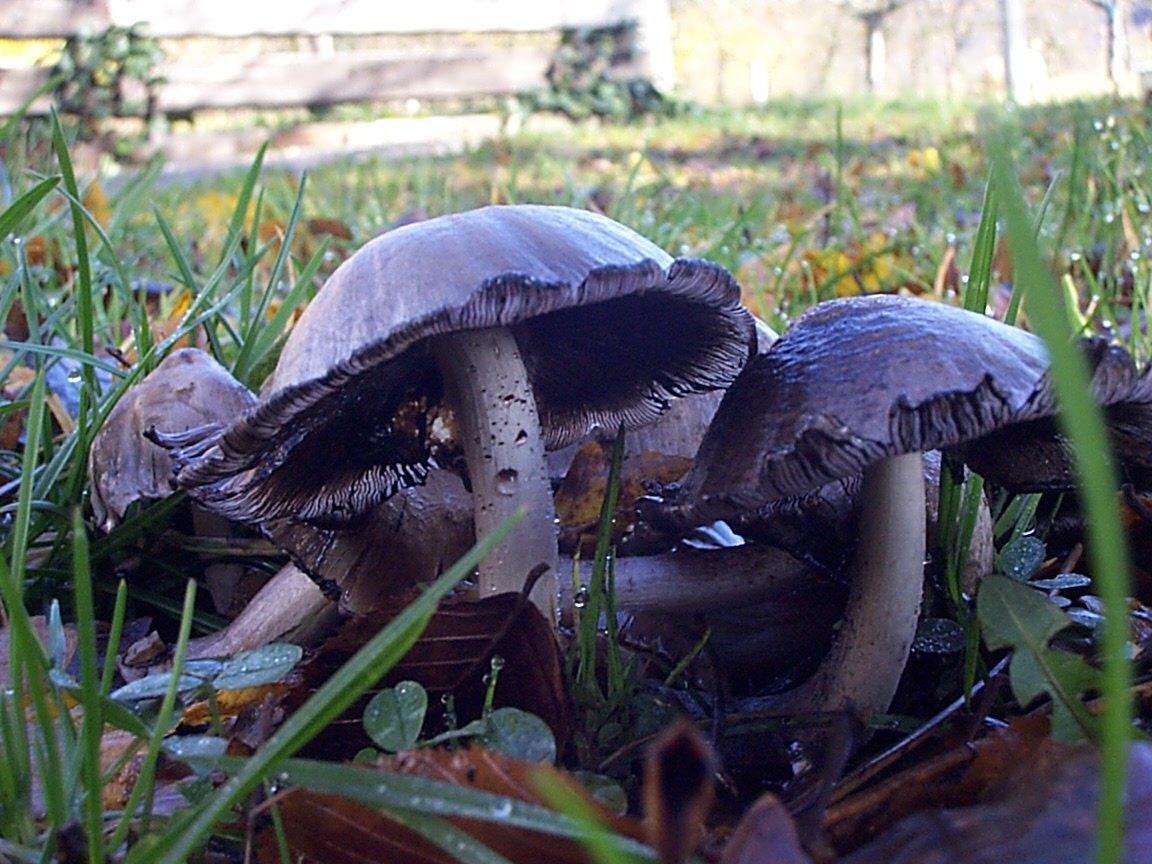
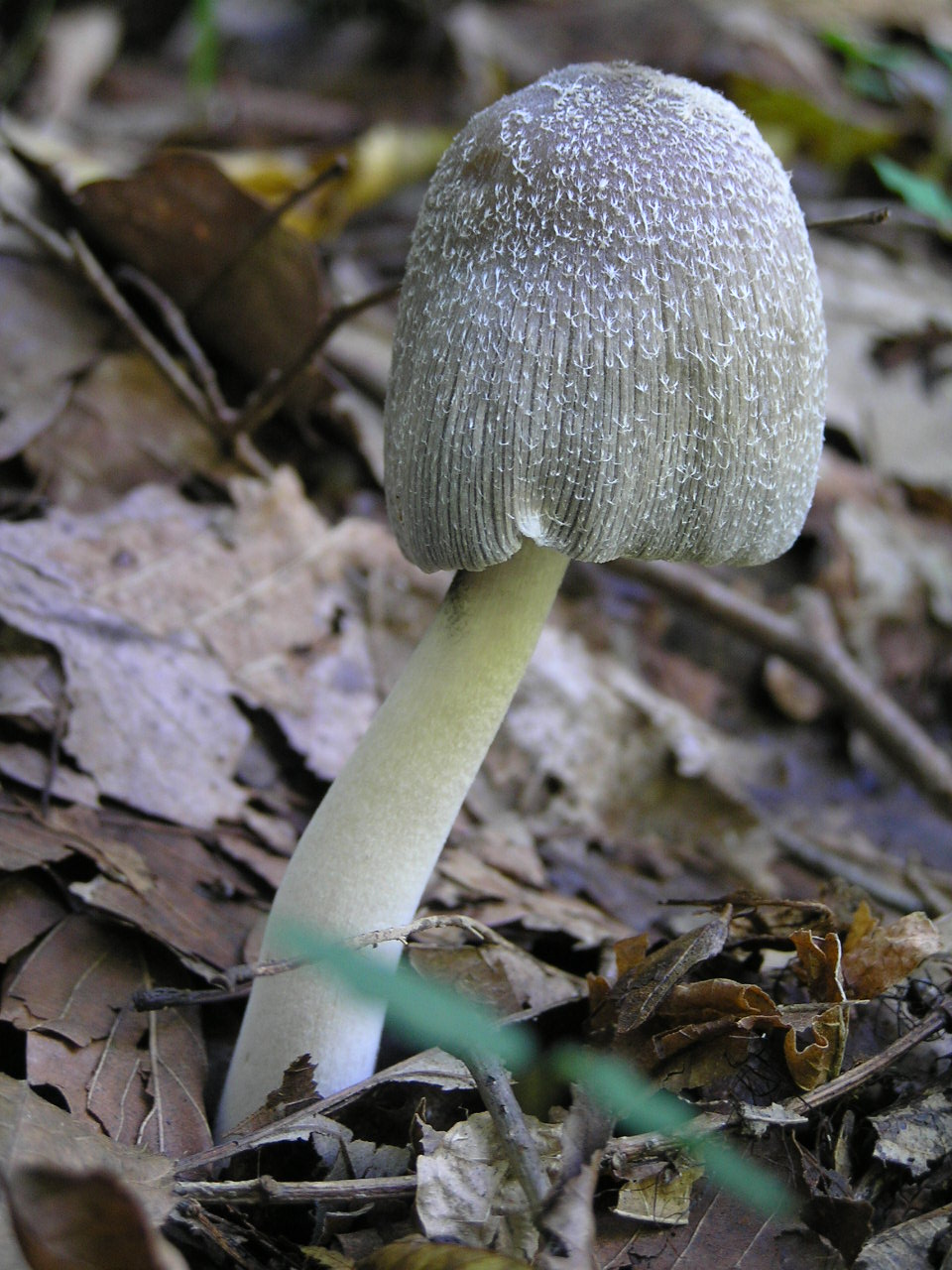

Grå bläcksvamp innehåller coprin som orsakar en kraftig antabusreaktion tillsammans med alkohol, ännu flera dagar efter svampmåltiden. Detta ämne blockerar ett steg i nedbrytningen av alkohol, så att blodet får ett överskott av acetaldehyd, som orsakar illamående. Det räcker med mycket små mängder av alkohol och små mängder av grå bläcksvamp för att förgiftningssymptom skall uppkomma. Symptomen kan komma redan efter 15 minuter, men det kan också hända att det dröjer en hel vecka. Den drabbade mår mycket dåligt, svettas med röda kinder medan örsnibbar och nässpetsen blir vita, annan hud blålila. Så vitt man vet finns inget fall med dödlig utgång. Normalt har man återhämtat sig efter ca 4 dagar, men överkänslighet för alkohol kan kvarstå länge.